# Nemotelus kansensis
Nemotelus kansensis är en tvåvingeart som beskrevs av Adams 1903. Nemotelus kansensis ingår i släktet Nemotelus och familjen vapenflugor. Inga underarter finns listade i Catalogue of Life.